# Мензиловичи
Мензиловичи (серб. Мензиловићи / Menzilovići) — село в общине Вишеград Республики Сербской Боснии и Герцеговины. В настоящее время село необитаемо.